# Henri Naisseline
 (octobre 2008).
Si vous disposez d'ouvrages ou d'articles de référence ou si vous connaissez des sites web de qualité traitant du thème abordé ici, merci de compléter l'article en donnant les références utiles à sa vérifiabilité et en les liant à la section « Notes et références ».
Henri Hnaosse Naisseline, né le 21 mai 1911 dans la tribu de Nécé à Maré et mort en 1981, est un homme politique gaulliste de Nouvelle-Calédonie. Il fut le grand-chef Kanak du district coutumier de Guahma sur l'île de Maré

## Biographie

### Une dynastie de grands chefs
Héritier de la dynastie des Naisseline qui dirige la grande chefferie maréenne de Guahma (Hnaisilin) depuis le XVIIIe siècle, il est le fils aîné du grand-chef Henri Naisseline (1874-1918, grand-chef de 1916 à 1918) et de Bethia Aline Wright, fille du commerçant d'origine anglaise installé à Maré Henri Wright. N'ayant que sept ans lors du décès de son père, il ne lui succède pas immédiatement à la tête de la chefferie qui revient dans un premier temps à un de ses grands-oncles puis à un régent, Chawa Kuanéné.
Né au sein d'une famille faisant partie de l'élite Kanak de l'époque, il est l'un des rares (et des tout  premiers) mélanésiens à suivre sa scolarité au collège Lapérouse à Nouméa et fait son service militaire dans la Marine nationale, à bord de l'aviso Bellatrix de 1931 à 1933. Il ne devient officiellement grand-chef qu'en 1936.
« Les (...) Naisseline auraient fait des royautés insulaires parfaitement convenables, si l'administration française n'avait pas décidé qu'elle ne voulait plus de cet intermédiaire historique, et qu'elle préférait de beaucoup une prise de position plus déterminée et incontestable juridiquement au plan international, parce qu'exclusivement brutale et militaire. » (Jean Guiart 2011:61)[réf. nécessaire]

### Un engagement politique né avec la Seconde Guerre mondiale
Après l'éclatement de la Seconde Guerre mondiale et le ralliement, à la suite d'une émeute de la population européenne de l'archipel le 19 septembre 1940 contre le gouverneur en place qui s'était prononcé en faveur du gouvernement de Vichy, à la France libre de la Nouvelle-Calédonie, Henri Naisseline est le premier chef coutumier kanak à signifier son soutien à Charles de Gaulle dans la lutte contre les puissances de l'Axe. Il fait ainsi hisser le drapeau français frappé de la croix de Lorraine à la tribu de Nécé le 11 octobre 1940 et y ouvre des listes d'engagement de volontaires pour ses « sujets » âgés de 18 à 45 ans, tout en lançant un appel radiophonique aux autres chefs le 16 octobre 1940 : « D’un regard clair et avec fierté, les indigènes de la Nouvelle‐Calédonie libre doivent accourir aux côtés du général de Gaulle pour défendre l’honneur du drapeau tricolore qui représente l’esprit de la liberté et de la justice. ». À la fin du mois de novembre, il débarque à Nouméa avec 80 volontaires Maréens.
Montrant ainsi son patriotisme et son attachement à la République française, il espère toutefois une contrepartie à ce ralliement, à savoir l'obtention pour les Kanaks après la fin du conflit de la citoyenneté française pleine et entière et donc l'abrogation totale du code de l'indigénat, comme il l'explique dans une lettre écrite le 31 octobre suivant au général de Gaulle : « J’ai lancé un appel à tous les indigènes de la Nouvelle-Calédonie. Notre couleur et notre langue ne sont pas françaises mais notre cœur l’est. Ces indigènes tous Français de cœur restent profondément attachés à la Mère Patrie […] Je vous demande de donner l’assurance qu’en reconnaissance de notre geste et le sacrifice de la vie de ceux qui, là-bas, vont sûrement tomber, qu’il nous soit donné la faculté d’accéder au titre de citoyen français »,.

### Une des figures du gaullisme mélanésien
S'il adhère à sa fondation en 1946 à l'éphémère Parti communiste calédonien, mouvement formé alors par combinaison de deux types de revendications montantes (ouvrières et pour la reconnaissance des droits des Kanaks), il rejoint après la fin du conflit mondial le camp gaulliste local tout en étant un des principaux opposants à la domination de l'Union calédonienne et de Maurice Lenormand. Il est ainsi élu à l'Assemblée territoriale de Nouvelle-Calédonie sous les couleurs de la fédération néo-calédonienne (dont il est l'un des vice-présidents) des Républicains sociaux puis de l'UNR de 1957 à 1967. Il est d'ailleurs choisi comme suppléant par le candidat gaulliste aux élections sénatoriales du 26 avril 1959, Georges Chatenay (ils sont alors éliminés dès le premier tour, l'ancien sénateur et candidat du Rassemblement calédonien, autre force d'opposition à Maurice Lenormand et proche des gaullistes mais surtout implantées à Nouméa, Henri Lafleur étant élu au second tour), puis par celui aux élections législatives du 24 mai suivant, René Hénin, contre le député sortant Maurice Lenormand (qui est réélu avec plus du deux tiers des voix).
Toutefois, une scission a lieu en 1964 au sein de la fédération gaulliste sur le choix du candidat à soutenir lors d'élections partielles organisées pour remplacer Maurice Lenormand, frappé d'inéligibilité après une condamnation judiciaire. Si la direction de l'UNR locale, et notamment son président Georges Chatenay, appelle à rassembler la minorité anti-UC derrière l'indépendant Édouard Pentecost, Edmond Caillard (l'une des figures du gaullisme néo-calédonien) décide de se présenter malgré tout avec l'investiture de l'Association des indigènes calédoniens et loyaltiens français (AICLF, parti d'inspiration protestante créé en 1947 par Kowi Bouillant et Doui Matayo Wetta pour défendre les intérêts des Mélanésiens et qui avait contribué à la fondation de l'UC en 1953 avant de s'en éloigner au début des années 1960). Henri Naisseline (ainsi que l'aile mélanésienne du parti gaulliste qu'il anime avec un autre grand-chef, celui de Touho Kowi Bouillant) soutient alors Caillard et le suit dans un nouveau parti, l'Action calédonienne.
N'étant pas réélu à l'Assemblée territoriale en 1967, il s'éloigne petit à petit de la scène politique néo-calédonienne à une époque où son unique fils, Nidoïsh Naisseline, y fait son apparition (à partir de 1968) en tant que l'un des pionniers de la revendication indépendantiste kanak. Henri Naisseline lui cède la grande chefferie après son mariage en août 1973. Il est décoré de l'Ordre de l'Étoile noire, et une rue de Nouméa porte son nom.

### Famille
Il épouse le 20 mai 1934 Germaine Mejo Waéhnya, fille du chef de la tribu de Chépénéhé à Lifou, avec qui il a sept enfants dont cinq filles et deux garçons :
- Deiradané  Naisseline, née en 1935, épouse de Willy Némia - fils de Nepounya Némia qui fut le secrétaire particulier et bras droit du grand-chef Henri Naisseline - qui sera militant de l'Union calédonienne puis de l'Union multiraciale avant de participer à la création en 1977 du Rassemblement pour la Calédonie (RPC, devenu l'année suivante le RPCR et depuis 2004 le Rassemblement-UMP, parti anti-indépendantiste historique). Willy Nemia fut d'ailleurs membre du Conseil de Gouvernement (l'exécutif territorial) de Nouvelle-Calédonie de 1977 à 1978 sous les couleurs du RPC[6]. Ensemble, ils ont dix enfants.
- Sophie Naisseline, née le 14 juin 1937, qui fut la première personne d'origine kanak à obtenir le baccalauréat en 1958, même si ce rôle de pionnière ne lui est pas toujours reconnu[7]. Elle a épousé Bernard Waïa, de Maré, dont elle a sept enfants (trois garçons et quatre filles). Parmi eux, ses trois fils et sa fille ainée portent le nom Naisseline. Elle fonde en 1963 le magasin « Chez Sophie »[8], toujours existant, dans la tribu de Nétché et qui constitue l'un des principaux points d'approvisionnement (épicerie et station service) de l'île[9].
- Laura Naisseline, née le 22 février 1941, qui a épousé le 15 septembre 1958 Henri Boula, grand-chef du district de Lösi sur l'île voisine de Lifou. En échange de cette union, Henri Naisseline cède coutumièrement l'île de Tiga au district de Lösi. Ainsi, Tokanod ou Tiga est désormais rattachée à Lifou, même si la population parle le nengoné, la langue de Maré. Ils auront ensemble sept enfants (quatre filles et trois garçons), dont Evanès Boula qui succède officiellement à son père comme grand-chef de Lösi en juin 1999. Laura Boula se lancera de manière éphémère en politique, devenant la première femme mélanésienne à conduire une liste lors d'élections territoriales en Nouvelle-Calédonie : elle prend ainsi la tête d'une liste étiquetée UDF dans la 4e circonscription (à savoir les îles Loyauté) en 1979, qui récolte 294 voix soit 4,7 % des suffrages exprimés, et aucun élu à l'Assemblée territoriale[10],[11]. En 2006, le collège public de Wé à Lifou a été baptisé collège Laura-Boula en son honneur[12].
- Nidoïsh Naisseline, né le 27 juin 1945, successeur d'Henri Naisseline à la tête de la grande chefferie de Guahma de 1973 à 2007 et est un homme politique indépendantiste depuis 1968, chef du parti Libération kanak socialiste (LKS) et ancien président de la Province des îles Loyauté de 1995 à 1999. Il a épousé en août 1973 Suzanne Wright et ils auront ensemble six enfants (quatre garçons: Dokucas, Hnaosse, Salone et Nyiwhane / deux filles: Deiradané et Leanga). Il décède en juin 2015 et laisse sa femme, leurs six enfants ainsi que leurs douze petits enfants. Son fils aîné, Dokucas Henri Naisseline (né en 1974), est l'actuel grand-chef de Guahma, depuis 2007.
- Blanche Naisseline, née en 1948, épouse Lucien Manané.
- Héléna Naisseline, née en septembre 1954, fille de Deiradané Naisseline reconnue par ses parents, épouse Charles Manané.
- Jules Naisseline, né en janvier 1955, fils de Deiradané Naisseline reconnue par ses parents aussi, devient l'époux de Wénékias Enoka.